# Charles Vanel
Charles Vanel, Charles-Marie Vanel (Rennes, 21 augustus 1892 - Cannes, 5 april 1989) was een Frans acteur en filmregisseur. Hij speelde in ongeveer 200 films in een tijdspanne van meer dan 70 jaar. Zijn voorkeur ging naar drama's en politiefilms.

## Leven en werk

### Beginjaren en de Eerste Wereldoorlog
Charles Vanel werd geboren in Rennes. Zijn kindertijd bracht hij door in Saint-Malo wat hem al gauw deed dromen over een loopbaan bij de marine. Hij werd afgekeurd omdat zijn zicht onvoldoende was. Hij volgde zijn ouders naar Parijs waar hij in 1908 begon te spelen in toneelstukken. Enkele jaren later maakte hij zijn filmdebuut in de kortfilm Jim Crow (Robert Péguy, 1912). Tijdens de Eerste Wereldoorlog streed hij mee tot in 1916. Daarna werd hij ingeschakeld in een propagandatournee en vertrok hij ook meermaals op theatertournee. 

### Jaren twintig
In het begin van de jaren twintig besloot hij zich te concentreren op een filmcarrière die algauw heel druk werd want hij speelde jaarlijks in zo'n vijf à zes films. Louis Mercanton, Henri Étiévant en vooral Jacques de Baroncelli waren de cineasten die toen het meest een beroep op hem deden. Tot zijn markantste prestaties behoorden zijn vertolking van de visser Yann in Pêcheur d'Islande (Jacques de Baroncelli, 1924), van de piloot in La Proie du vent (René Clair, 1927) en van Napoleon Bonaparte in het tweeluik Königin Luise (Karl Grune, 1927-1928). In 1929 regisseerde hij zelf het drama Dans la nuit.

### Jaren dertig: de eerste grote successen

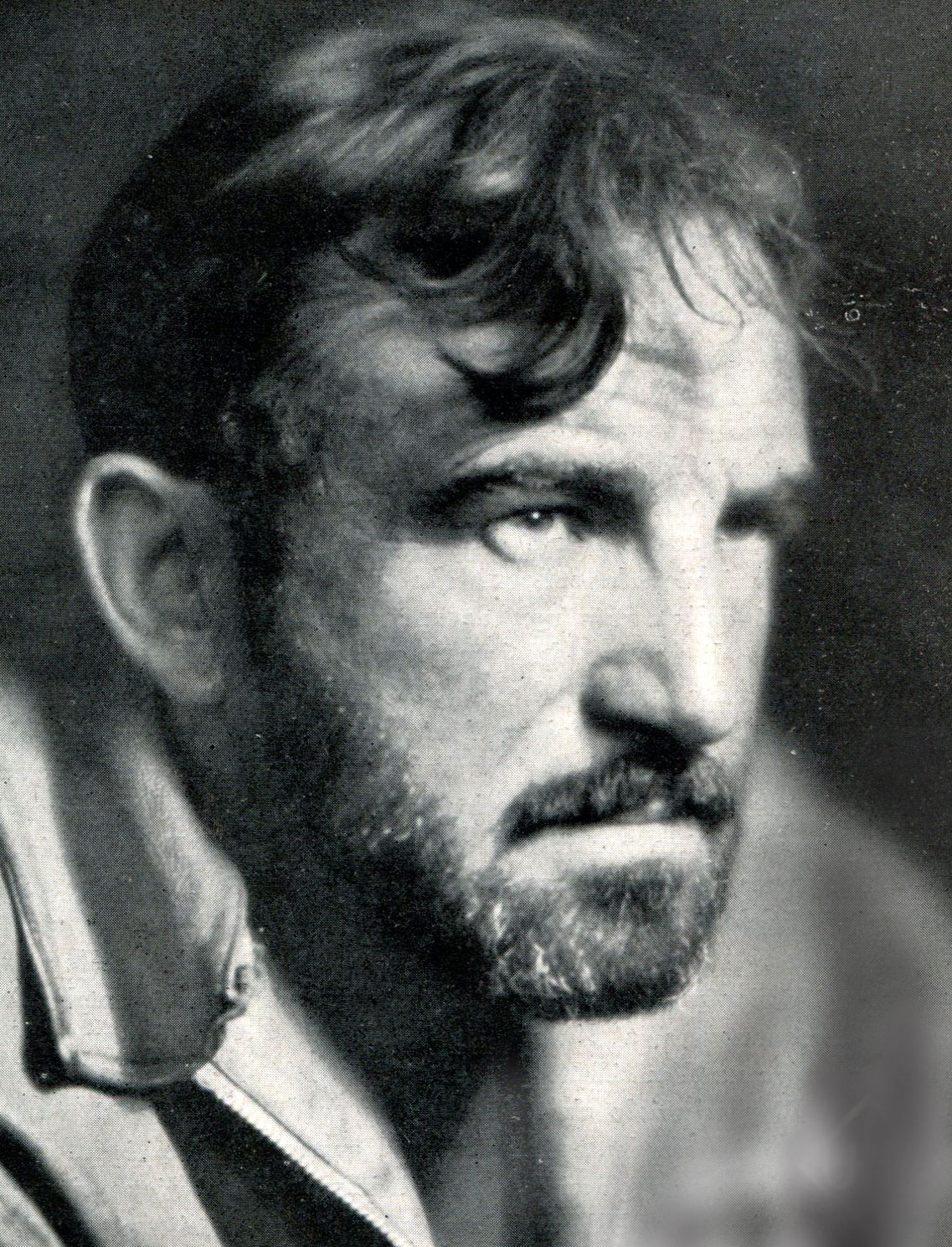
Vanel in 1934

De opkomst van de geluidsfilm bekrachtigde zijn succes. Jacques de Baroncelli bezorgde hem met L'Arlésienne (1930), zijn eerste geluidsfilm. In de heel vruchtbare jaren dertig bereikte hij een eerste toppunt van zijn kunnen. Met regisseur Raymond Bernard draaide hij drie literatuurverfilmingen waarvan de oorlogsfilm Les Croix de bois (naar de gelijknamige roman van Roland Dorgelès, 1932) en vooral Les Misérables (naar de gelijknamige roman van Victor Hugo, 1934) veel bijval kregen. Andere sleutelfilms waren Au nom de la loi (1932) van Maurice Tourneur met wie hij ook regelmatig samenwerkte, Le Grand Jeu (Jacques Feyder, 1934), Jenny (Marcel Carné, 1936), het oorlogsdrama L'Équipage (Anatole Litvak, 1935), de dramatische arbeiderskomedie La Belle Équipe (Julien Duvivier, 1936) en het drama Abus de confiance (1937) van Henri Decoin die eveneens meerdere keren op zijn acteurstalent rekende. In die tijd draaide hij ook zijn tweede en laatste film, de kortfilm Affaire classée (1932).

### Moeizame jaren veertig
De jaren veertig verliepen iets moeizamer voor Vanel.  Tijdens de bezetting speelde hij in La Nuit merveilleuse (1940) met Fernandel als tegenspeler en draaide hij nog drie films samen met Jean Dréville met wie hij al enkele films gemaakt had. Hij nam ook de hoofdrol op zich in Le ciel est à vous (1944), de meest succesrijke film van Jean Grémillon. Op het einde van de jaren veertig begon hij in Italië te werken. Zo vertolkte hij een belangrijke rol in In nome della legge (1949), een van de eerste films van Pietro Germi. Hij zou blijven samenwerken met Italiaanse cineasten tot op het einde van zijn carrière. 

### Jaren vijftig en zestig: de tweede bloeiperiode
n de jaren vijftig kende zijn carrière een tweede bloeiende periode dankzij Henri-Georges Clouzot onder wiens regie hij vier films draaide. In de eerste, het avontuurlijke drama Le Salaire de la peur (1953) speelde hij samen met de jonge Yves Montand. Het festival van Cannes wist zijn acteerprestatie naar waarde te schatten. Twee jaar later speelde hij een ex-commissaris die Simone Signoret en Paul Meurisse moest strikken in de thriller Les Diaboliques (1955). Hetzelfde jaar was hij nog te zien in To Catch a Thief van Alfred Hitchcock waar hij zowel Cary Grant als Grace Kelly van repliek diende. Even later volgde de dramatische avonturenfilm La Mort en ce jardin (Luis Bunuel, 1956) waar hij Simone Signoret weer op zijn pad vond. In 1959 maakte hij onder leiding van de jonge cineast Pierre Schoendoerffer een remake van Pêcheur d'Islande, een van zijn stomme films die gebaseerd was op de gelijknamige roman van Pierre Loti. 
Eind jaren vijftig-begin jaren zestig begon Vanel dikwijls te acteren in een aantal politiefilms die geregisseerd werden door Jacques Deray, Bernard Borderie (in twee gorille-films) en Pierre Chenal. Toen regisseerde Henri-Georges Clouzot hem een derde keer, nu als advocaat, in het gerechtsdrama La Vérité (1960). In 1961 verleende hij zijn medewerking aan Tintin et le Mystère de la Toison d'or (Jean-Jacques Vierne), de eerste langspeelfilm die gedraaid werd naar een stripverhaal van Hergé. Jean-Pierre Melville gaf hem de rol van een oude bankier in L'Aîné des Ferchaux (1961), naar de gelijknamige roman van Georges Simenon en Costa-Gavras liet hem een hoofdrol spelen in het weerstandsdrama Un homme de trop (1967). 

### Jaren zeventig
In 1972 triomfeerde hij in het televisiefeuilleton Les Thibault, in de rol die al een tijdje op zijn lijf geschreven was, die van patriarch. Zijn verweerde en gegroefde gezicht dreef hem naar hardere rollen zoals de oude boosaardige chirurg en clanchef in Sept morts sur ordonnance (Jacques Rouffio, 1975) en de procureur in de politieke thriller Cadaveri eccellenti (Francesco Rosi, 1976).

### Twee testamentfilms
Een van zijn mooiste vertolkingen bracht hij op het einde van zijn carrière in een tweede film van Francesco Rosi, Tre fratelli (1981). Als bijna 90-jarige gaf hij ontroerend gestalte aan de oude boer en kersverse weduwnaar die zijn drie zonen ontvangt naar aanleiding van het overlijden van hun moeder.  De film Si le soleil ne revenait pas, in 1987 door Claude Goretta gedraaid naar de roman van zijn landgenoot Charles Ferdinand Ramuz, geldt als Vanel's testamentfilm. Hij speelde er de rol van een oude profeet in.
Twee jaar later, in 1989, overleed Charles Vanel op 96-jarige leeftijd. 

## Filmografie

### Regisseur
- 1929: Dans la nuit (langspeelfilm)
- 1932: Affaire classée (korte film)

### Acteur

#### Stomme film (selectie)
- 1912: Jim Crow (Robert Péguy) (korte film)
- 1920: Miarka, la fille à l'ourse (Louis Mercanton)
- 1920: Le Secret de Lone-Star (Jacques de Baroncelli)
- 1921: Crépuscule d’épouvante (Henri Étiévant)
- 1922: Phroso (Louis Mercanton)
- 1923: Calvaire d'amour (Victor Tourjansky)
- 1924: Pêcheur d'Islande (Jacques de Baroncelli)
- 1924: La Nuit de la revanche (Henri Étiévant)
- 1924: La Flambée des rêves (Un homme riche) (Jacques de Baroncelli)
- 1924: Les Cinquante ans de Don Juan (Le Réveil de Maddalone) (Henri Étiévant)
- 1924: Âme d'artiste  (Rêve et réalité) (Germaine Dulac)
- 1925: Le Réveil (Jacques de Baroncelli)
- 1926: Nitchvo (La Menace) (Jacques de Baroncelli)
- 1927: Feu ! (Jacques de Baroncelli)
- 1927: La Proie du vent (René Clair)
- 1927: L'Esclave blanche (Die weisse sklavin) (Augusto Genina)
- 1927: La Reine Louise (Koenigue Louise) (Karl Grune)
- 1928: L'Équipage (Maurice Tourneur)
- 1928: Le Passager (Jacques de Baroncelli)
- 1929: Waterloo (Karl Grune)
- 1929: The White Slave (Augusto Genina)
- 1929: La Plongée tragique (Paul Heinz)
- 1929: Dans la nuit (Charles Vanel)

#### Geluidsfilm (selectie)
- 1930: L'Arlésienne (Jacques de Baroncelli)
- 1930: Accusée, levez-vous ! (Un crime au music-hall) (Maurice Tourneur)
- 1931: Maison de danses (Maurice Tourneur)
- 1931: Faubourg Montmartre (Raymond Bernard)
- 1931: Daïnah la métisse (Jean Grémillon) (middellange film)
- 1932: Les Croix de bois (Raymond Bernard)
- 1932: Affaire classée  (Le coup de minuit) (Charles Vanel) (korte film)
- 1932: Gitanes (Jacques de Baroncelli)
- 1932: Au nom de la loi (Maurice Tourneur)
- 1933: L'Homme mystérieux (Maurice Tourneur) (korte film)
- 1934: Le Roi de Camargue (Jean de Baroncelli)
- 1934: Les Misérables (Raymond Bernard)
- 1934: Le Grand Jeu (Jacques Feyder)
- 1935: L'Équipage (Anatole Litvak)
- 1935: Le Domino vert (Henri Decoin)
- 1936: Michel Strogoff (Jacques de Baroncelli)
- 1936: Jenny (Marcel Carné)
- 1936: Courrier Sud (Pierre Billon)
- 1936: La Belle Équipe (Julien Duvivier)
- 1937: Troika sur la piste blanche  (Jean Dréville)
- 1937: Les Pirates du rail (Christian-Jaque)
- 1938: Abus de confiance (Henri Decoin)
- 1938: Carrefour (Curtis Bernhardt)
- 1938: La Femme du bout du monde (Jean Epstein)
- 1938: SOS Sahara (Jacques de Baroncelli)
- 1939: La Brigade sauvage (Marcel L'Herbier en Jean Dréville)
- 1939: La Loi du nord (La Piste du nord) (Jacques Feyder)
- 1941: Le Diamant noir (Jean Delannoy)
- 1942: Les affaires sont les affaires (Jean Dréville)
- 1942: Haut le vent (Air natal) (Jacques de Baroncelli)
- 1943: Les Roquevillard (Jean Dréville)
- 1944: Le ciel est à vous (Jean Grémillon)
- 1945: La Ferme du pendu (Jean Dréville)
- 1947: Le Diable souffle (Edmond T. Gréville)
- 1949: In nome della legge (Pietro Germi)
- 1953: Le Salaire de la peur (Henri-Georges Clouzot)
- 1954: Si Versailles m'était conté... (Sacha Guitry)
- 1954: L'Affaire Maurizius (Julien Duvivier)
- 1955: Les Diaboliques (Henri-Georges Clouzot)
- 1955: To Catch a Thief (Alfred Hitchcock)
- 1956: La Mort en ce jardin (Luis Buñuel)
- 1957: Le Feu aux poudres (Henri Decoin)
- 1957: Les Suspects (Jean Dréville)
- 1958: Le Gorille vous salue bien (Bernard Borderie)
- 1958: Rafles sur la ville (Pierre Chenal)
- 1959: La Valse du Gorille (Bernard Borderie)
- 1959: Pêcheur d'Islande (Pierre Schoendoerffer)
- 1960: La Vérité (Henri-Georges Clouzot)
- 1961: Tintin et le mystère de la Toison d'or (Jean-Jacques Vierne)
- 1963: Rififi à Tokyo (Jacques Deray)
- 1963: L'Aîné des Ferchaux (Jean-Pierre Melville)
- 1963: Symphonie pour un massacre (Jacques Deray)
- 1963: La Steppa (Alberto Lattuada)
- 1965: Le Chant du monde (Marcel Camus)
- 1967: Un homme de trop (Costa-Gavras)
- 1968: La Prisonnière (Henri-Georges Clouzot)
- 1971: Comptes à rebours (Roger Pigaut)
- 1972: La più bella serata della mia vita (Ettore Scola)
- 1972: Camorra  (Pasquale Squitieri)
- 1975: Sept morts sur ordonnance (Jacques Rouffio)
- 1975: Es herrscht Ruhe im Land (Peter Lilienthal)
- 1976: Cadaveri eccellenti (Francesco Rosi)
- 1976: Comme un boomerang (José Giovanni)
- 1977: Alice ou la Dernière Fugue (Claude Chabrol)
- 1981: Tre fratelli (Francesco Rosi)
- 1987: Si le soleil ne revenait pas (Claude Goretta)
- 1988: Les Saisons du plaisir (Jean-Pierre Mocky)

#### Televisie (selectie)
- 1968: La Séparation (televisiefilm)
- 1970: Sébastien et la Mary-Morgane (televisiefeuilleton in 13 afleveringen)
- 1972: Le Père Goriot (televisiefilm naar Honoré de Balzac)
- 1972: Les Thibault (televisiefeuilleton in 6 delen naar Roger Martin du Gard)

## Prijzen
- 1953: Le Salaire de la peur : prijs voor de Beste acteur op het Filmfestival van Cannes
- 1970: 'speciale prijs' ter bekroning van zijn hele carrière op het Filmfestival van Cannes
- 1979: César d'honneur
- 1981: Tre fratelli : Premi David di Donatello voor de beste mannelijke bijrol